# Jacob Kuyper

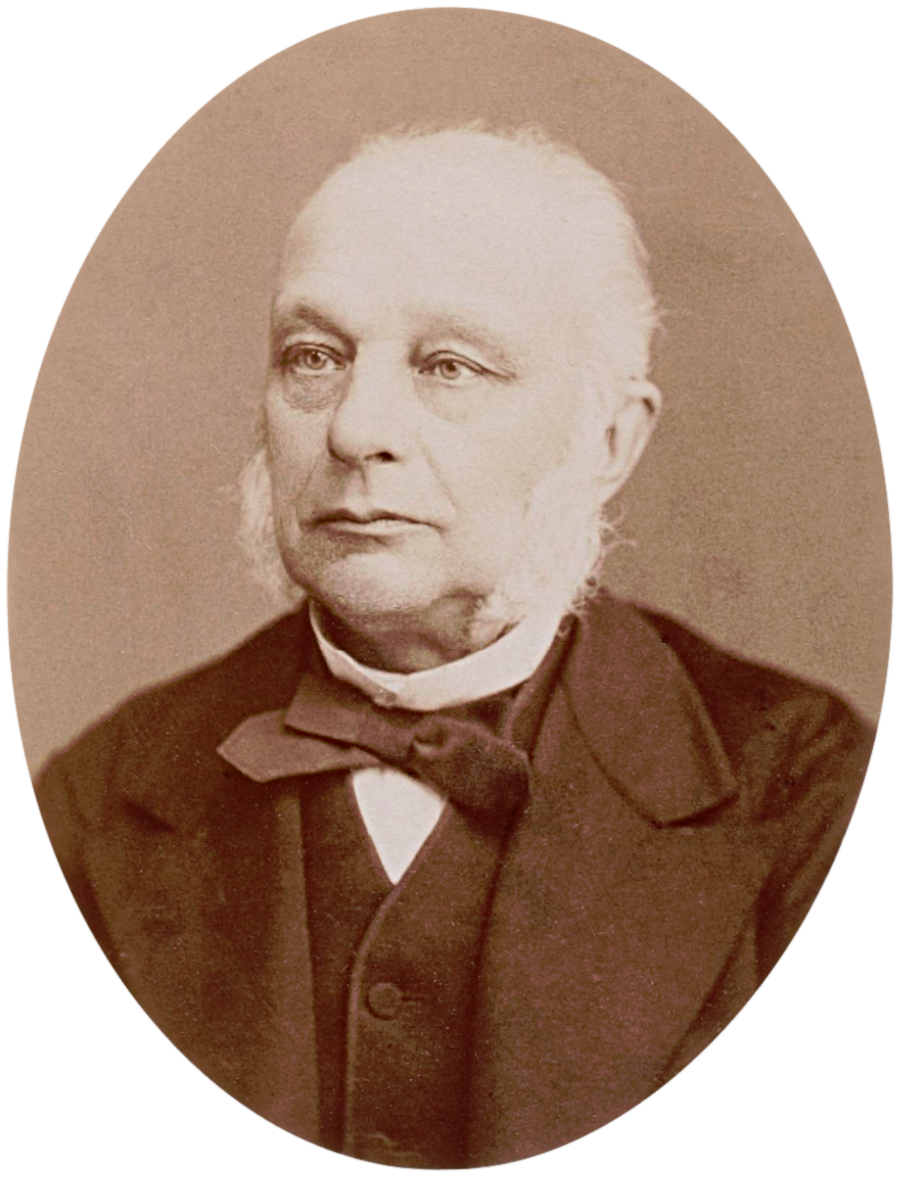
Jacob Kuyper (ca. 1883)

Jacob Kuyper (Rotterdam, 21 september 1821 – Den Haag, 3 februari 1908, ook geschreven als Jacob Kuijper) was aardrijkskundige en cartograaf. 
Hij was vanaf 1846 controleur, hoofdcontroleur en ontvanger der belastingen in verschillende plaatsen, grotendeels in Amsterdam. Tevens was hij in 1873 medeoprichter van het Koninklijk Nederlands Aardrijkskundig Genootschap (KNAG). Hij publiceerde meerdere aardrijkskundige werken, kaarten en atlassen:
- Atlas der wereld: naar de laatste ontdekkingen, verslagen, mededeelingen, reisbeschrijvingen enz. (1857)
- Groote kaart van Europa (1861)
- Natuur- en staathuishoudkundige atlas van Nederland, in 5 afdeelingen, ieder van 3 kaarten met ophelderende tekst (1862)
- Natuur en Staathuishoudkundige atlas van Nederland (1863)
- Gemeente-atlas van Nederland, naar officieele bronnen bewerkt (1865-1871)
- Atlas van Nederland en Overzeesche bezittingen (1866)
- Wereld-atlas voor kantoor en huiskamer (1880-1882)
- Historische kaart van 's-Gravenhage (1893)

In 1857 publiceerde hij een artikel met 16 kaartjes over de geografie van Nederland in het Duitse tijdschrift Petermann's geographische Mitteilungen.
Zijn kaarten worden vaak Kuyperkaarten genoemd.

Antieke kaarten, plattegronden, prenten en atlassen gemaakt door Kuyper zijn online te vinden en te koop.

## Galerij

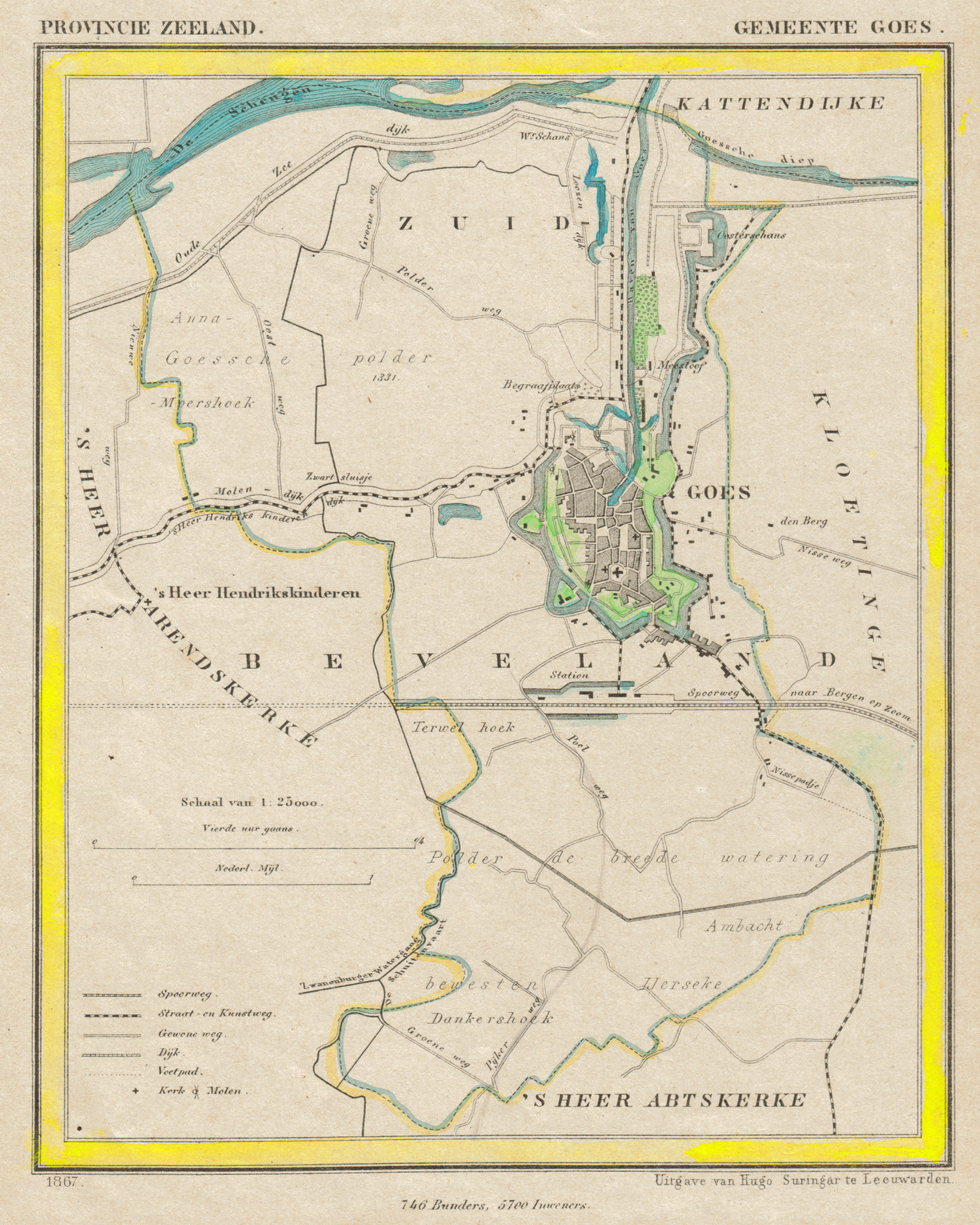
Goes,  1867
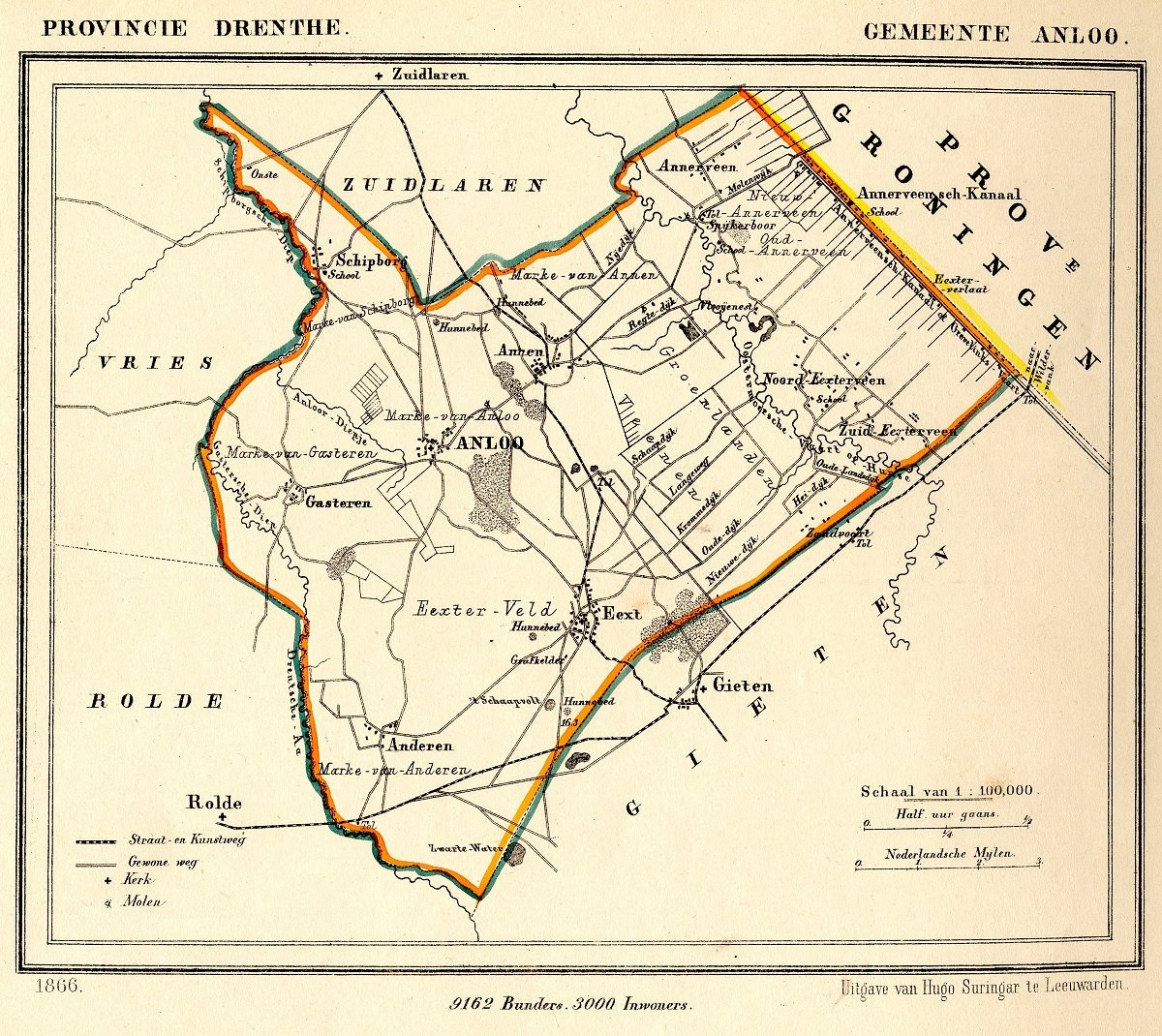
Kaart uit 1866 van de voormalige gemeente Anloo
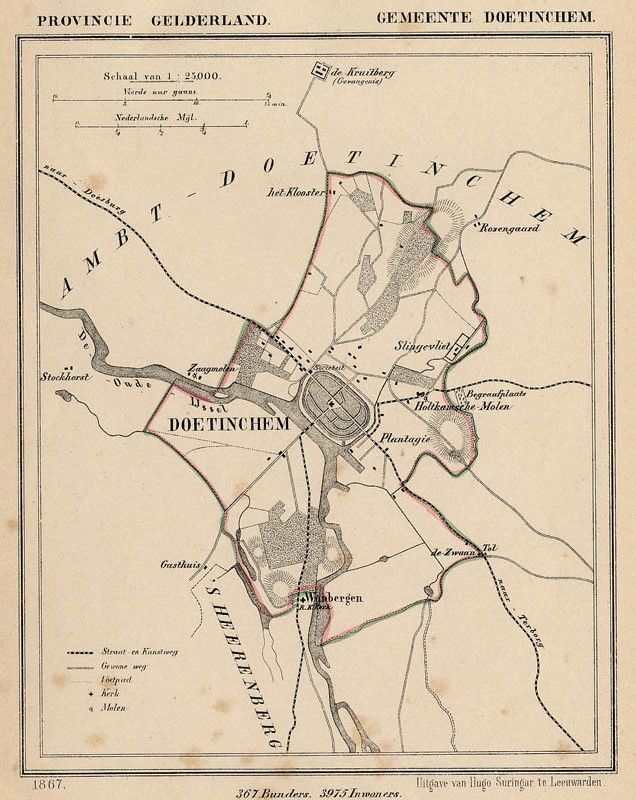
Kuyperkaart Doetinchem Stad (1866)

- Bibliothèque nationale de France: cb153530066 (data)
- Biografisch Portaal: 15483377
- Gemeinsame Normdatei: 116631937
- International Standard Name Identifier: 0000 0000 5629 5419
- Library of Congress Control Number: no2002103899
- Nederlandse Thesaurus van Auteursnamen: 068927525
- RKD-Nederlands Instituut voor Kunstgeschiedenis: 436823
- Système universitaire de documentation: 165281855
- Virtual International Authority File: 79209894
- WorldCat: E39PBJwmTVGcQhKpdMhr7jTj4q